# Les Soleils, jardin du Petit Gennevilliers
Les Soleils, jardin du Petit Gennevilliers est un tableau réalisé par le peintre français Gustave Caillebotte vers 1885. Cette huile sur toile est un paysage qui représente un jardin de tournesols dominé par une maison et d'autres bâtiments, la propriété de l'artiste à Gennevilliers. Elle est conservée au musée d'Orsay, à Paris, depuis 2022.